# 불닭
불닭은 닭고기를 아주 매운 양념으로 요리한 한국 요리이다.

## 역사
불닭은 2004년 한국에서 많은 인기를 누렸다. 당시 한국의 장기적인 경기 침체와 불황으로 인해 지역 주민들이 스트레스를 해소하기 위해 매운 음식을 찾게 되면서 유행을 타게 되었다. 불닭의 인기 상승은 한국에서 매운 요리의 유행을 가져왔고, 이는 불닭 프랜차이즈 레스토랑의 등장으로 이어졌다. 그러나 불닭이라는 명칭은 2001년 4월 부원식품이 특허청에 등록한 것으로 해당 기업에서 관련 상표권을 주장했다. 이에 불닭은 일반명사로 사용됐다며 홍초불닭을 비롯한 주요 불닭 음식점들의 거센 반발을 불러일으켰다. 그 결과 홍초불닭이 낸 소송에서 2008년 4월 특허법원에서는 불닭이라는 용어를 일반명사라고 결정했고확정되었다. 최근 몇 년 동안 한국에서 불닭의 인기가 줄어들었음에도 불구하고 이 요리는 삼양식품의 불닭볶음면과 같이 불닭에서 영감을 받은 다른 성공적인 요리의 개발로 이어졌다.